# Музей канализации (Париж)
Парижский музей канализации (фр. Musée des Égouts de Paris) прослеживает историю городской канализации от первых тоннелей Обрио (префект Парижа при Карле V) до используемой по настоящее время канализационной сети Бельграна (французский инженер XIX века).

## История парижской канализации
Первыми в Париже проложили канализацию римляне. Около 18 метров канализационных труб с тех времен до сих пор находятся под развалинами римских бань в Латинском квартале (см. также Музей средневековья — термы и особняк Клюни).
С падением Римской империи о гигиене забыли и Париж стал представлять собой зловонный рассадник инфекций. В течение столетий канализация Парижа представляла собой только канавы, в которые стекали жидкие отходы. В 1131 году старший сын короля Людовика VI Филипп Молодой умер от инфекции, которую он подхватил, упав в открытый сток. Открытые стоки являлись свалками мусора; в немногочисленные новые закрытые стоки тоже выбрасывали мусор, и они быстро засорялись. К тому же, когда уровень воды в Сене поднимался, из канализации извергались потоки зловонной грязи и отбросов.
На рубеже XII—XIII веков Филипп Август приказывает вымостить улицы Парижа булыжниками, в середине каждой мостовой предусматривается сточная канава. Особых изменений это не принесло, и в 1370 году префект Гуго Обрио строит первую канализационную систему: сводчатый тоннель под улицей Монмартр, выходящий к Менильмонтану.
В 1636 году канализация Парижа обслуживала уже 415 000 жителей, а длиной была всего лишь 23 километра. За последующие полтора века канализацию продлили всего на 3 километра.

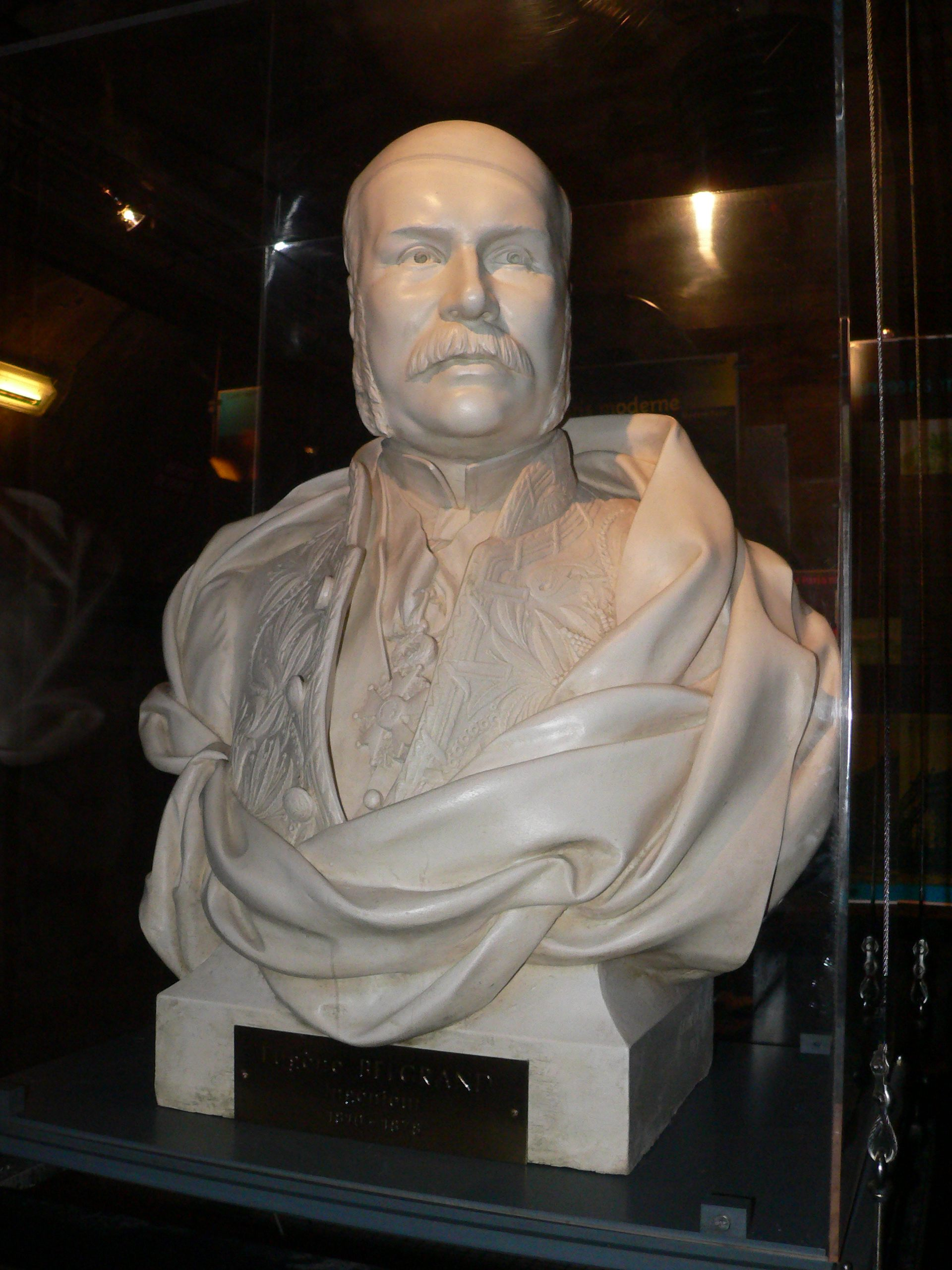
Инженер Эжен Бельгран

До середины XIX века сеть канализационных тоннелей развивается достаточно медленно. Всё меняется с приходом барона Османа, а с ним инженера Эжена Бельграна: новый префект Парижа закладывает основы сегодняшней канализационной системы и практически переделывает систему водоснабжения города. Была сделана проверка, в результате которой была составлена карта существовавшей канализации. Оказалось, что сеть состояла почти из двухсот тоннелей, о многих из которых к тому времени забыли. С тоннами вековой грязи справились достаточно просто и дёшево — распространили слухи, что под улицами Парижа нашли драгоценности. Масса жадных охотников за сокровищами устремилась расчищать канализацию. Они пробирались через трясину, вытянули сотни кубометров грязи, но лишь очень немногим посчастливилось отыскать монеты, драгоценности и оружие.
К 1878 году общая протяжённость канализационных тоннелей Парижа составила 600 км.
Система Бельграна с годами расширялась, и за XX век сеть увеличилась вдвое. Каналы стали зеркальным отражением города. На каждом канале было указано название улицы и номер дома, под которыми он протекал.
С 1991 года начал осуществляться проект реконструкции сети, на который было выделено 330 миллионов долларов. Согласно рассчитанному на десять лет плану реконструкции парижские канализационные коммуникации, через которые ежедневно проходит 1.2 миллиона кубометров воды, должны быть оборудованы автоматическим очистным оборудованием с компьютерной системой контроля.
Сегодня Париж насчитывает 2100 км канализационных тоннелей.

## Музей

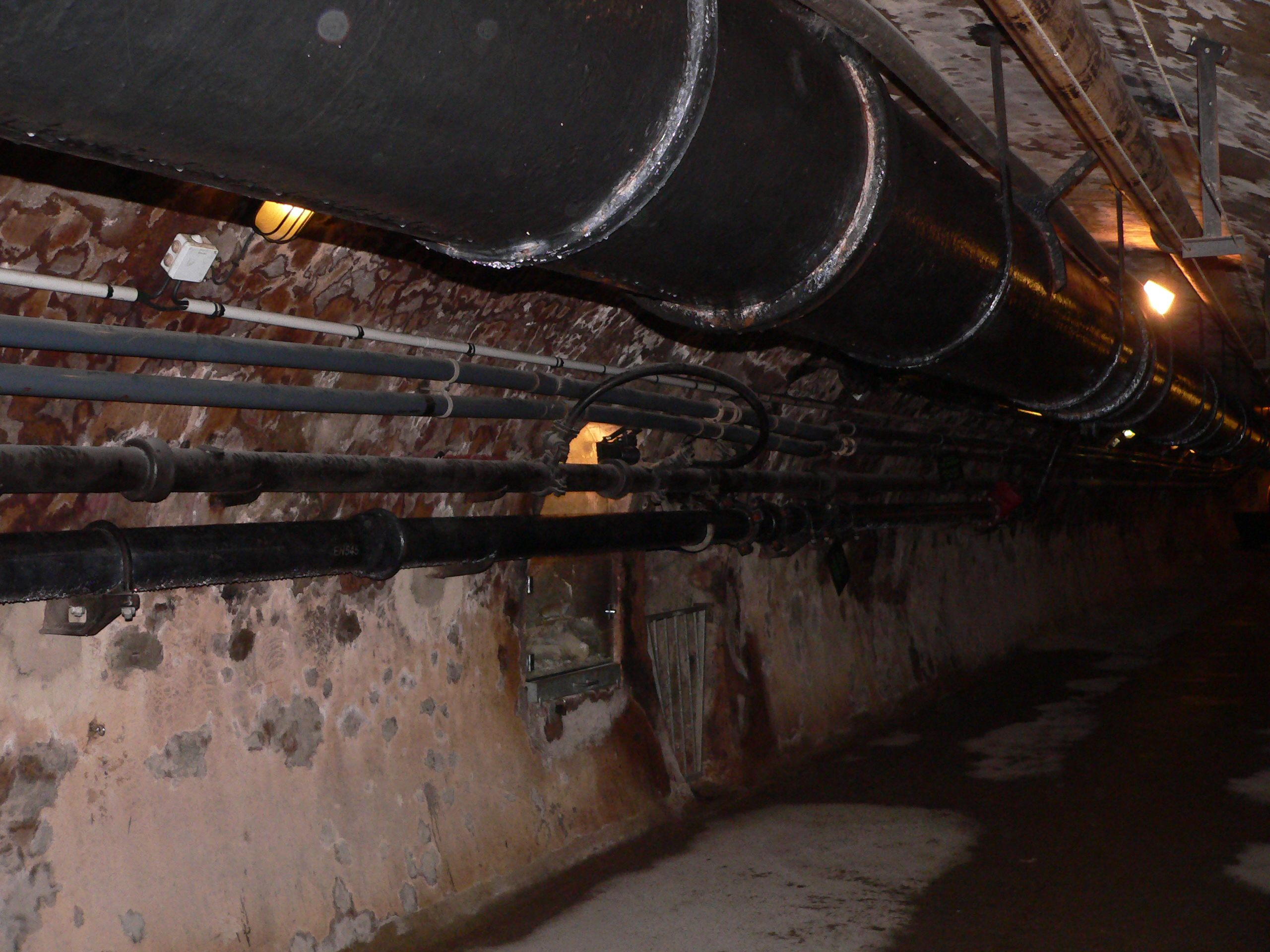
Трубопроводы

Музей канализации позволяет подробнее узнать историю развития канализационной сети, ознакомиться с различными методами очистки воды, практиковавшимися в Париже на протяжении его истории: от римских поселений Лютеции до сегодняшних дней.
Экспонаты музея выставлены в подземных галереях действующей канализационной системы, что позволяет посетителю не только увидеть канализационный тоннель изнутри, но и понять структуру канализационной сети города. Так, из музея видны:
- коллектор авеню Боске
- подводка улицы Коньяк-Же
- система защиты от наводнений на площади Резистанс
- отход южного выпуска, отводящего сточные воды на очистительную станцию в Ашере[2].

В музее также представлено множество макетов и настоящих канализационных машин.
Музей пользуется популярностью у туристов и жителей города: ежегодно его посещают около 100 000 человек.